# Adolph Tesdorpf

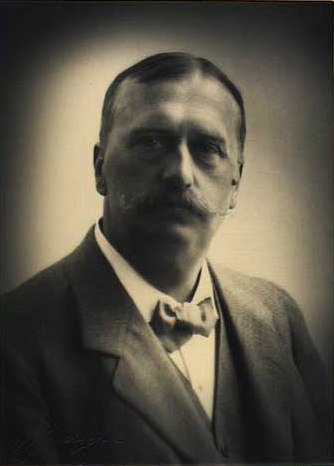
Adolph Tesdorpf (1925)

Adolph Valdemar Tesdorpf, född 23 oktober 1859 på Orupgård, Falster, död 19 april 1929, var en dansk godsägare; son till Edward Tesdorpf.
Tesdorph utbildades bland annat på faderns gårdar och på Landbohøjskolen, där han tog lantbruksexamen 1883. Efter faderns död ärvde han flera av dennes egendomar, således Pandebjerg, Gedsergård och Ny Kirstineberg, vilka tillhörde Danmarks mest intensivt drivna gårdar. Han var bland annat direktör för andelssockerfabriken i Nykøbing Falster, ordförande för Dansk Frøavlskompagni, Markfrøkontoret och Landudvalget for Anvendelse af indenlandske Landarbejdere. Från 1902 var han ledamot av Landhusholdningsselskabets styrelse och från 1919 av det samma år stiftade Lantbruksrådet, i vars presidium han tillhörde till sommaren 1925. Från 1911 till hösten 1922 var han ordförande för De Samvirkende Lolland-Falsterske Landboforeninger.